# Xiyang

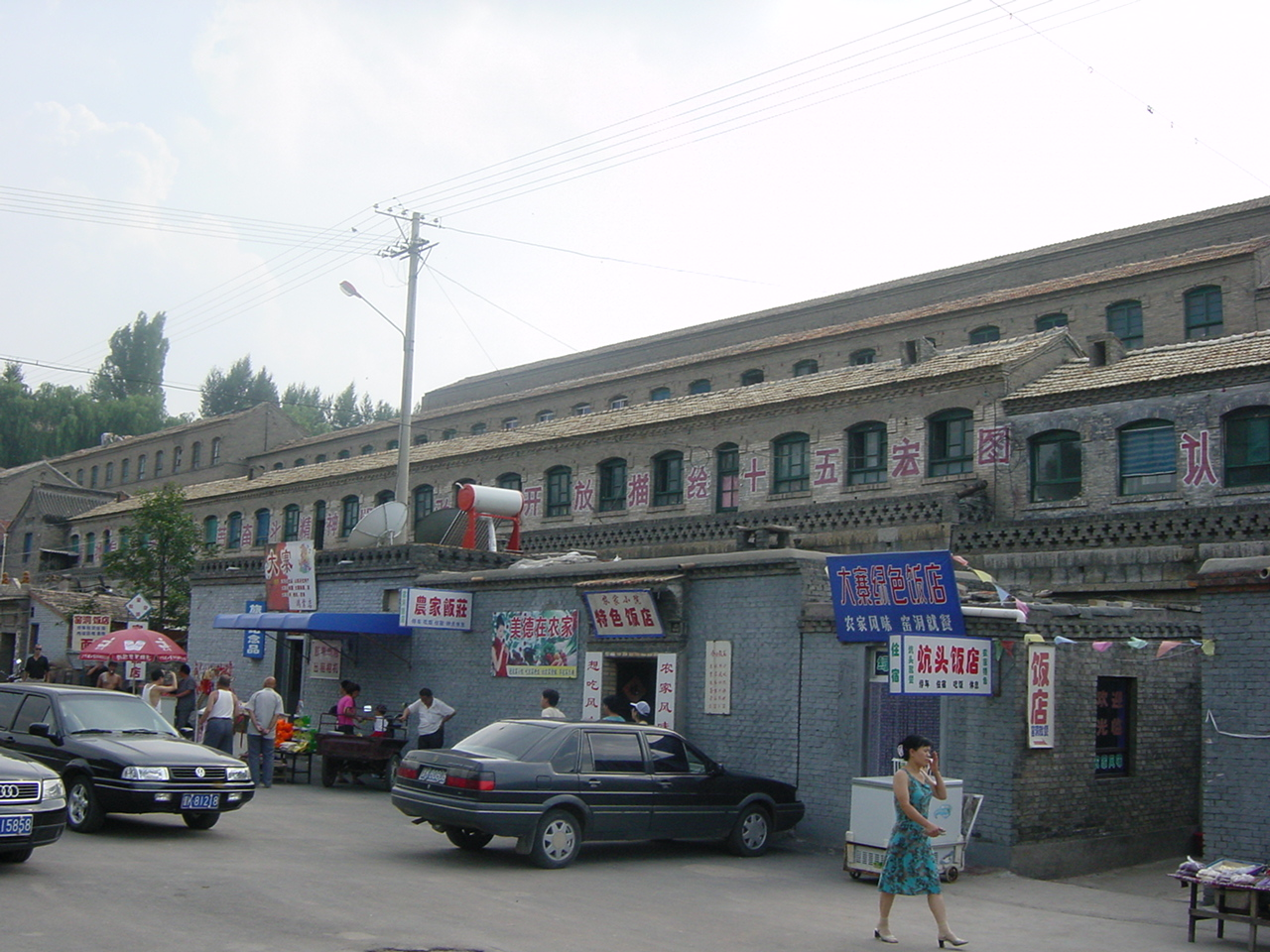
Dorf Dazai im Kreis Lage Xiyang

Xiyang (昔阳县,  Xīyáng Xiàn) ist ein chinesischer Kreis, der zum Verwaltungsgebiet der bezirksfreien Stadt Jinzhong in der Provinz Shanxi gehört. Die Fläche beträgt 1.939 Quadratkilometer und die Einwohnerzahl 190.861 (Stand: Zensus 2020). 1999 zählte Xiyang 236.223 Einwohner.

## Administrative Gliederung
Auf Gemeindeebene setzt sich Xiyang aus fünf Großgemeinden und sieben Gemeinden zusammen (2008). Diese sind:
- Großgemeinde Leping (乐平镇), Sitz der Kreisregierung;
- Großgemeinde Dazhai (大寨镇);
- Großgemeinde Dongyetou (东冶头镇);
- Großgemeinde Gaoluo (皋落镇);
- Großgemeinde Zhanshang (沾尚镇);
- Gemeinde Kongshi (孔氏乡);
- Gemeinde Jiedu (界都乡);
- Gemeinde Lijiazhuang (李家庄乡);
- Gemeinde Sandu (三都乡);
- Gemeinde Xizhai (西寨乡);
- Gemeinde Yanzhuang (闫庄乡);
- Gemeinde Zhaobi (赵壁乡).